# وویس
وویس (به فرانسوی: Wuisse) یک کمون در فرانسه است که در Canton of Château-Salins واقع شده‌است.

## خصوصیات
وویس ۱۴٫۵۶ کیلومترمربع مساحت و ۷۷ نفر جمعیت دارد و ۲۲۵ متر بالاتر از سطح دریا واقع شده‌است.